# Geri Halliwell
Geraldine «Geri» Estelle Horner, nacida Halliwell (Watford, Inglaterra, 6 de agosto de 1972), también conocida como Ginger Spice, es una cantante pop, escritora y actriz británica, miembro del popular grupo Spice Girls. Con más de 100 millones de discos vendidos en todo el mundo, las Spice Girls son el grupo femenino más vendido de todos los tiempos. Su eslogan "girl power" (poder femenino) se asocia sobre todo con Halliwell, y su vestido con la bandera británica (Union Jack) en los Brit Awards de 1997 también se convirtió en un símbolo perdurable.
En 1999 Halliwell lanzó su carrera en solitario y debutó con su primer álbum solista, Schizophonic. Debido al éxito, alcanzado, lanzó dos discos más, Scream If You Wanna Go Faster en 2001 y Passion en 2005, cuatro sencillos número uno en la lista de UK Singles, Mi chico latino, Lift Me Up, Bag It Up y It's Raining Men sumado a los número uno conseguido con sus compañeras de Spice Girls corroboran su popularidad. En 2008, Halliwell publicó una serie de libros llamados Ugenia Lavender. Como artista solista, Halliwell ha vendido 45 millones de discos en todo el mundo y fue nominada para los Brit Awards en 2000 y en 2002. 
Durante 2007-2008 regresó a los escenarios junto a todas las Spice Girls en la gira The Return of The Spice Girls Tour donde llegaron a los Guinness con las entradas vendidas más rápidamente en 38 segundos a lleno total. En 2012 coparon los trending topics en Twitter como lo más comentado de todos los Juegos Olímpicos de Londres 2012 con la presentación de las Spice Girls en la clausura de las olimpiadas, saturando los comentarios en medios e internet por su espectacularidad. En 2013 regresó a la música con el sencillo Half Of Me.
El 19 de junio de 2017 publica Angels In Chains, su primer sencillo lanzado de forma internacional en 12 años. La canción es un homenaje al cantante George Michael.

## Biografía
Halliwell nació en el Watford General Hospital, Watford, Hertfordshire, Reino Unido. Su madre es española, Ana María (Hidalgo de soltera), nacida en Huesca, y con familia en Estadilla, España. Su padre es Laurence Francis Halliwell (1922–1993), de ascendencia inglesa, sueca y algo de francés. Creció en un barrio de viviendas de protección oficial en el norte de Watford, Hertfordshire. Durante un tiempo, la madre de Halliwell trató de convertirla en Testigo de Jehová. Cuando ella era pequeña iba frecuentemente a Estadilla y a Huesca a visitar a su familia materna. Halliwell estudió el Bachillerato en la escuela Camden para chicas, obteniendo un sobresaliente en inglés en dicho grado. Antes de que comenzara su carrera musical, Halliwell trabajó como bailarina de club en Mallorca, modelo y presentadora en una versión turca de Hagamos un trato y como modelo. Tras su ascenso a la fama con las Spice Girls, salieron a la luz fotos de Halliwell sin ropa en diversas revistas para adultos de primera categoría en el Reino Unido, así cómo en Playboy y Penthouse.

## Trayectoria

### 1994-98: Spice Girls
La banda vendió más de 80 millones de discos y es el grupo de chicas más famoso del mundo y el que más vendió en todos los tiempos. Su sencillo debut Wannabe se convirtió en el primero de nueve sencillos número uno en Reino Unido y llegó a esa misma posición en 41 países alrededor del mundo, incluyendo Australia, Canadá, y Estados Unidos. Otros lanzamientos exitosos siguieron, incluyendo Say You'll Be There, 2 Become 1, Who Do You Think You Are? y Mama del disco Spice, luego Spice Up Your Life, Too Much, Stop y Viva Forever del álbum Spiceworld. Su siguiente álbum Greatest Hits incluye el exitoso tema Headlines (Friendship never ends).
Innumerables colaboraciones musicales con otros artistas las posicionaron más aún, además grabaron la película Spice World The Movie, éxito inmediato en cientos de países, decenas de productos y marcas mundiales que las contrataron como rostros oficiales y se convirtieron según los expertos en un ícono pop de la historia musical alrededor del mundo.
El 30 de mayo de 1998, Halliwell dejó Spice Girls debido a depresión y diferencias entre la banda. La primera confirmación oficial fue anunciada a los medios por su abogado el 31 de mayo. Su acción suscitó polémica, su exgrupo comenzó a hacer una gira por Norte América, que eventualmente terminaron sin ella. Aunque ella ya había dejado la banda, Spice Girls lanzaron Viva Forever, el último vídeo musical donde Halliwell sigue presente en la grabación del Single y como Hada Ginger Spice. Después de que Geri se fue, las otras chicas co-escribieron unas canciones sobre ella que aparecen en su álbum Forever: Goodbye y Let Love Lead the Way.

### 1998-2005: Carrera solista
Poco después de dejar las Spice Girls, Halliwell apareció en un documental de 90 minutos Geri  dirigido por Molly Dineen. En 1999, Halliwell lanzó su carrera en solitario y lanzó su álbum debut Schizophonic , con el primer sencillo, Look At Me, producida por Absolute y Phil Bucknall, vendió más de un millón de copias en todo el mundo, seguido de más números uno en UK Singles Chart,Mi chico latino y Lift Me Up Halliwell presentó Bag It Up  durante los BRIT Awards en el 2000, saliendo de unas piernas gigantes inflables, sacándose su camisa y caminando en tacones de aguja sobre las espaldas de los hombres con cabellos rosados durante la canción. 
Look At Me fue lanzada a la radio en Estados Unidos a finales de 1999, Schizophonic debutó en el número 42 en Billboard 200 antes de caer al siguiente mes. El álbum eventualmente fue certificado Oro, con más de 500,000 copias. Mi Chico Latino no dio un gran impacto en la radio americana, y no fueron lanzados más sencillos de Schizophonic o álbumes en Estados Unidos. En 1999, Geri escribió una autobiografía, If Only, en que describía su vida cómo una Spice Girl.
En 2001, Halliwell siguió con su segundo álbum, Scream If You Wanna Go Faster. También incluía su versión del éxito de The Weather Girls, "It's Raining Men", usado en la banda sonora de El Diario de Bridget Jones, y el juego de vídeo, DDRMAX2 Dance Dance Revolution 7thMix. La canción también ganó el premio de Canción Internacional del Año en NRJ Music Awards en 2002. La canción había sido agregada en el último minuto, y otra canción Feels Like Sex había sido prevista cómo sencillo. Los sencillos que siguieron, Scream If You Wanna Go Faster y Calling, llegaron, respectivamente, al número 8 y 7 siete en el Reino Unido. Halliwell incluso lanzó una edición especial en francés del sencillo, titulado Au Nom de L'amour y Circles Around the Moon nunca fue promocionado como cuarto sencillo. Scream If You Wanna Go Faster no fue lanzado en Estados Unidos.
En 2002, Halliwell fue presentada junto a Pete Waterman y Louis Walsh como jueza en la serie de televisión Popstars: The rivals que creó Girls Aloud. El año siguiente, Geri lanzó su segunda autobiografía, Just for the Record, detallando su salto a la fama y su estilo de vida de celebridad turbulento. También ha lanzado dos DVD's de Yoga con su profesora de yoga Katy Appleton, Gery Yoga y Geri Body Yoga. En Estados Unidos, Halliwell también ha aparecido como jueza en el programa de reality All American Girl y cómo invitada en la serie Extra. También hizo apariciones en la serie de televisión Sex and the City y en la película de 2004 Fat Slags, basada en los personajes de la revista Viz. En 2004, Halliwell apareció en el canal Five como uno de los presentadores de Party in the Park para The Prince's Trust, el presentador y principal de Tickled Pink Girl's night in Live! y una aparición en un documental There's Something About Geri.

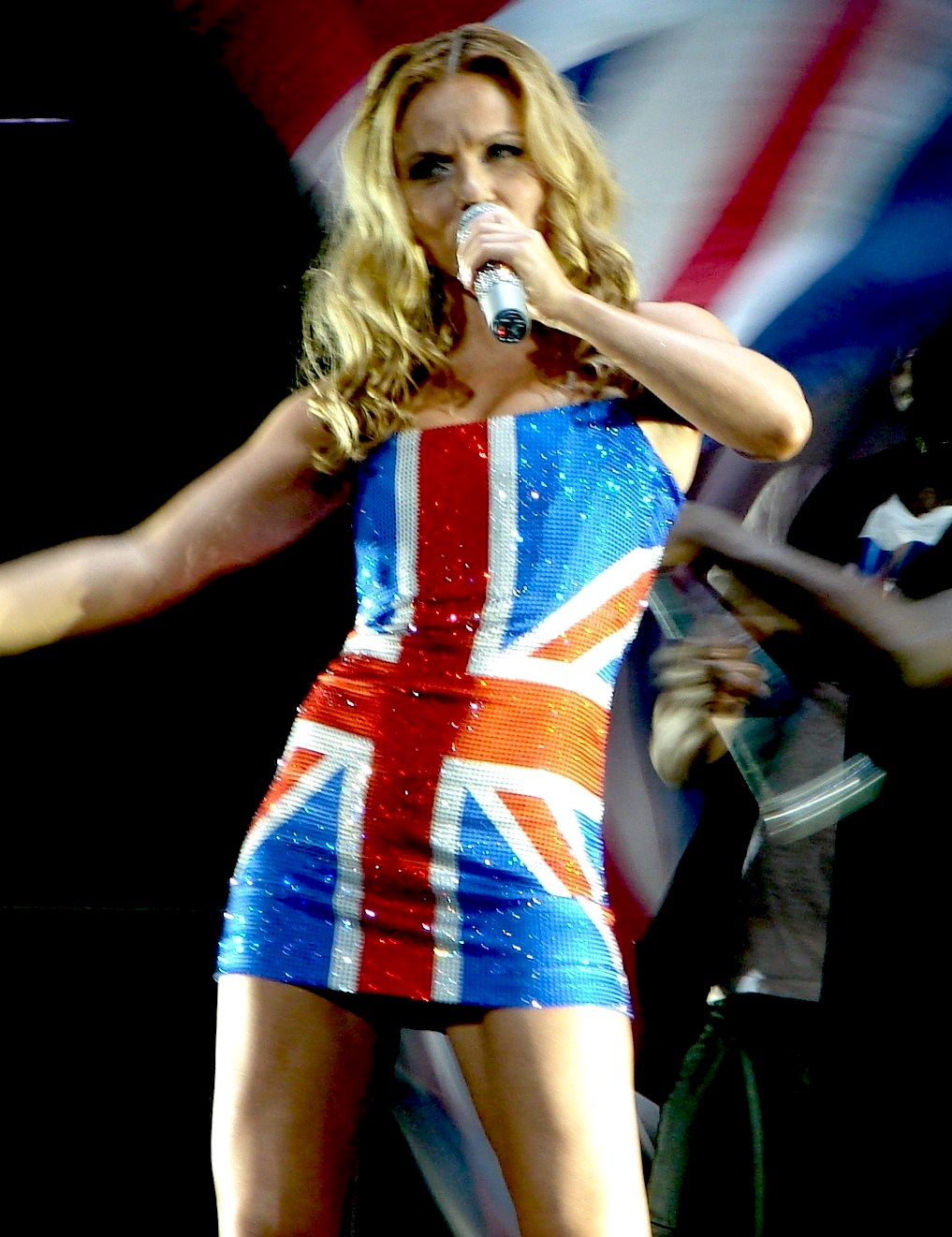
Geri en el tour de las Spice Girls en 2008.

A finales de 2004, Halliwell hizo su regreso a la música con el sencillo Ride It, que llegó al número 4 en el Reino Unido y número uno en las listas de dance. Sin embargo, transcurrieron muchos meses antes de que otro sencillo fuera lanzado, tiempo durante el cual se instruyó para grabar algunas nuevas canciones para su álbum no lanzado por su sello discográfico, que no estaba contento con la lista de canciones. Halliwell planeó su primera gira en solitario en el Reino Unido e Irlanda, pero debido a la falta de venta de entradas, agravada por la presión del sello de Halliwell para grabar canciones adicionales, llevó a la cancelación de la gira. Eventualmente un nuevo sencillo, "Desire", fue lanzado el 30 de mayo de 2005, llegando al número 22 en UK Singles Chart y número 1 en UK Dance Charts. Lanzado poco después, el álbum Passion similarmente recibió un poco de atención del público o críticos, y se estancó en el número 41 en las listas del Reino Unido. Los sencillos "Love Never Loved Me" (excelente dance) y la preciosa balada "Let Me Love You More" no fueron promocionados como tercer y cuarto singles, y el contrato del sello de Halliwell con EMI no fue posteriormente renovado. En entrevistas recientes Halliwell ha dicho que no está interesada en grabar otro álbum por el momento y que estaba contenta en escribir libros para niños y ser madre. En 2009, Passion estuvo disponible en Estados Unidos vía Amazon.
El 25 de octubre de 2013 fue lanzado su nuevo sencillo "Half Of Me" a través de iTunes.

### 2007:2008: regreso con las Spice Girls
Después de su salida el 31 de mayo de 1998 del quinteto Spice Girls, el 28 de junio de 2007 los rumores se volvía realidad, las 5 componentes originales del grupo se vuelven a reunir, convocan una conferencia de prensa y anuncian una gira a nivel mundial ya que dicen que es necesario hacer «una despedida y cierre de un ciclo, como se merecen todos nuestros fans». Este regreso acerca de nuevo a las cinco integrantes en lo personal, donde la prensa especializada lo destaca como un reconocimiento al a la influencia del grupo en la música y la cultura popular en la historia musical. El regreso de las chicas como quinteto logran que sus conciertos sean elevados en número de 11 inicialmente a más del 40, Spice Girls son portada de varios periódicos y revistas en todo el mundo y varias marcas nuevamente las llaman para ser rostros publicitarios, entre ellas la gigantesca TESCO. Las Spice Girls nuevamente recurren a sus populares Baby, Scary, Sporty, Ginger y Posh, pero con una mirada mucho más glamurosa y actualizada. Nuevas generaciones tienen la oportunidad de vivir el fenómeno "SPICE" en el siglo XXI.

### 2008-09:Ugenia Lavender
El 12 de abril de 2007, se anunció que Halliwell había firmado un contrato de seis libros con Macmillan Children's Books. Los libros presentan aventuras de Ugenia, una niña de nueve años, un personaje basado en Halliwell, junto a sus amigos Bronte, Rudy y Trevor. Otros personajes se dice por Halliwell que se basan libremente en Gordon Ramsay, George Michael, Marilyn Monroe, Vincent van Gogh, Wayne Rooney y el personaje Justin Suárez de la serie de televisión Ugly Betty. El personaje Princess Posh Vattoria, una caricatura de la compañera de banda Victoria Beckham, fue mostrada en los primeros borradores, pero no ha aparecido en la serie de libros.
Halliwell recientemente ha sido vista en la película Crank: High Voltage junto a su amigo, el actor John Damon. Su aparición más reciente fue en la televisión británica en The One Show el 7 de mayo de 2009. El 24 de mayo de 2009 ella le habló al reportero Peter Windsor de Speed TV.

### Con las Spice Girls en los Juegos Olímpicos Londres 2012
Tras semanas de hermetismo y bajo estrictas medidas de seguridad ante el espectáculo que presentarían, portadas de periódicos y revistas de varios países las confirmaban luego que se filtraran fotos de los ensayos de su esperada participación. Las Spice Girls se presentaron en la clausura de los Juegos Olímpicos de Londres 2012 con un medley entre la canción "Wannabe" y "Spice Up Your Life". Exactamente tres segundos demoraron las 80000 personas del coliseo en reconocer que eran las Spice Girls al sonar el beat de sus temas, el público ovacionó su aparición. Ante los 4000 millones de personas en todo el mundo, que en ese momento miraban la ceremonia, observaron que las Spice Girls siguen vigentes a más de quince años de su debut. Llegando en los típicos taxis londinenses, cada vehículo tenía en luces led, sus estampas destacando las identidades de cada una. Las ventas de su disco "Greatest Hits" y "Spice" vuelven a entrar en las listas mundiales, subieron al número 7 en los Charts y Rankings respectivamente, mientras que en ITunes entran entre los 10 discos más vendidos, así mismo en Estados Unidos suben con el Greatest Hits después de 5 años lanzado el disco al puesto número 32. Portadas de varios países del mundo destacan entre los hitos y lo mejor del show en los JJ. OO. 2012 la actuación de las Spice Girls. Las chicas en Twitter lograron ser Trending Topic luego de su participación, llegando a 116.000 tuits por minuto, siendo lo más comentado de los Juegos Olímpicos Londres 2012, seguido lejos por el medallista Bolt con 80.000. Esto dio inicio a una campaña multitudinaria para que realicen una nueva gira mundial. En Access Hollywood destacado medio mundial de espectáculos, se adjudicaron con más del 90% en votaciones, como la mejor actuación de todos los artistas en la clausura de los Juegos Olímpicos, superando a Muse, One Direction, Queen, Jessie J, Russell Brand, The Who y Annie Lennox. Londres 2012 desató una verdadera histeria colectiva entre sus fanáticos a nivel mundial. Mel B, Mel C, Geri Halliwell, Victoria Bechkam y Emma Bunton lograron revivir el Girl Power británico.

## Viva Forever, The Musical

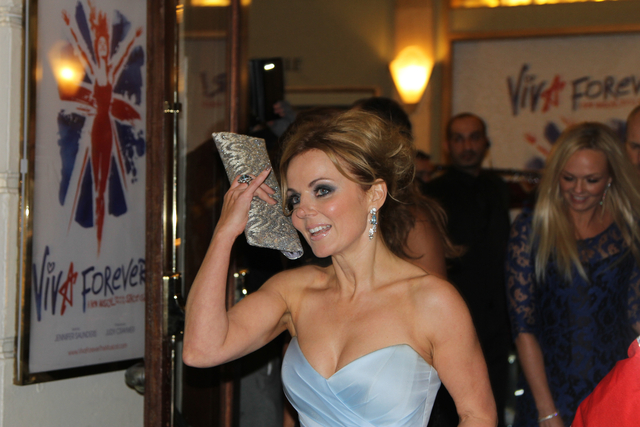
Geri durante la primera presentación del musical Viva Forever.

Las Spice Girls en conferencia de prensa han presentado lo que será su primer musical basado en sus canciones: un relato sobre la fama y la amistad. El musical con fecha de estreno el 27 de noviembre de 2012, subiendo el telón oficialmente el 11 de diciembre en el Teatro Piccadilly de Londres.
Las Spice Girls dijeron que estaban encantadas con el espectáculo, producido por Judy Craymer, la creadora del exitoso musical de ABBA "Mamma Mia".
"Es mejor de lo que hayamos podido imaginar", dijo Melanie C "Sporty Spice" Chisholm del show, escrito por la comediante Jennifer Saunders, cocreadora de la serie cómica de televisión "Absolutely Fabulous" y "French & Saunders".
"Nuestro musical Viva Forever es sobre tener niños, familia, alegría y diversión, y es eso lo que tenemos ahora en común, ser madres", señaló Geri Halliwell, la Ginger Spice.

### Geri y su regreso a la música
En marzo de 2010, la profesora de canto y cantante Carrie Grant anunció en The Alan Titchmarsh Show que Halliwell estaría regresando a la música. El mes siguiente Halliwell anunció a través de su página oficial que estaría de vuelta en el estudio y grabando.
En 2010, Halliwell fue contratada para aparecer como juez invitada en The X Factor.
En 2013 Geri fue contratada para formar parte del panel de jurados del programa Australia's Got Talent, donde confirmó que tenía su nuevo álbum de estudio casi listo. El 3 de octubre de 2013 Geri estrenó en vivo su nuevo sencillo "Half Of Me" durante el especial de la NFL australiana NRL Footy Show Grand Final Special.
El sencillo "Half Of Me" fue lanzado el 25 de octubre a través de iTunes.
Durante los Brit Awards 2016, Halliwell declaró a ODE - On Demand Entertainment, que se encontraba trabajando en su próximo álbum de estudio, que se ha demorado en publicarlo porque quiere que el álbum refleje su evolución musical.
A lo largo de 2016, la cantante ha compartido a través de su cuenta de Instagram fotografías en el estudio de grabación, produciendo su próximo álbum como solista. Helen Boulding, es una de los letristas confirmados para el cuarto álbum de Geri.

### Regreso con las Spice Girls Aniversario 20 años
El 8 de julio de 2016, las Spice Girls celebraron 20 años desde el lanzamiento a la fama con el primer sencillo, de varios éxitos en su carrera grupal, con el sencillo "Wannabe". En 2016 las integrantes tuvieron intenciones de reunirse nuevamente como en 2007-2008 y 2012 lo hicieran en exitosos reencuentros, pero no se llegó a algún acuerdo. A comienzos de 2017 varias de sus integrantes han estimado la opción de reunirse, pero siempre y cuando las 5 acepten.

### Angels In Chains y Cuarto Álbum como solista
El 19 de junio de 2017 Geri publica "Angels In Chains", su primera canción en 12 años que es lanzada de forma internacional. El tema fue compuesto por Geri en honor a su amigo el cantante George Michael, quien falleció en diciembre de 2016.
En su primer día de ventas, la canción ocupó el primer lugar en ventas en las listas de descargas digitales en iTunes en Argentina y Perú, en España, Chile, Brasil y Costa Rica logró un top 5 y en el Reino Unido ocupó la posición número 21.
En una entrevista con BBC Radio 5 Geri aseguró que con esta canción quiere que los fanes de Michael logren sentirse identificados y puedan celebrar la gran persona que era. También aseguró que durante sus receso musical no ha parado de escribir canciones que reflejan su evolución como artista y sus sentimientos como mujer, madre y esposa. Aseguró que con este álbum quiere reflejar su esencia, pues ya no tiene nada que probarle a la industria musical.

## Vida personal y otros proyectos

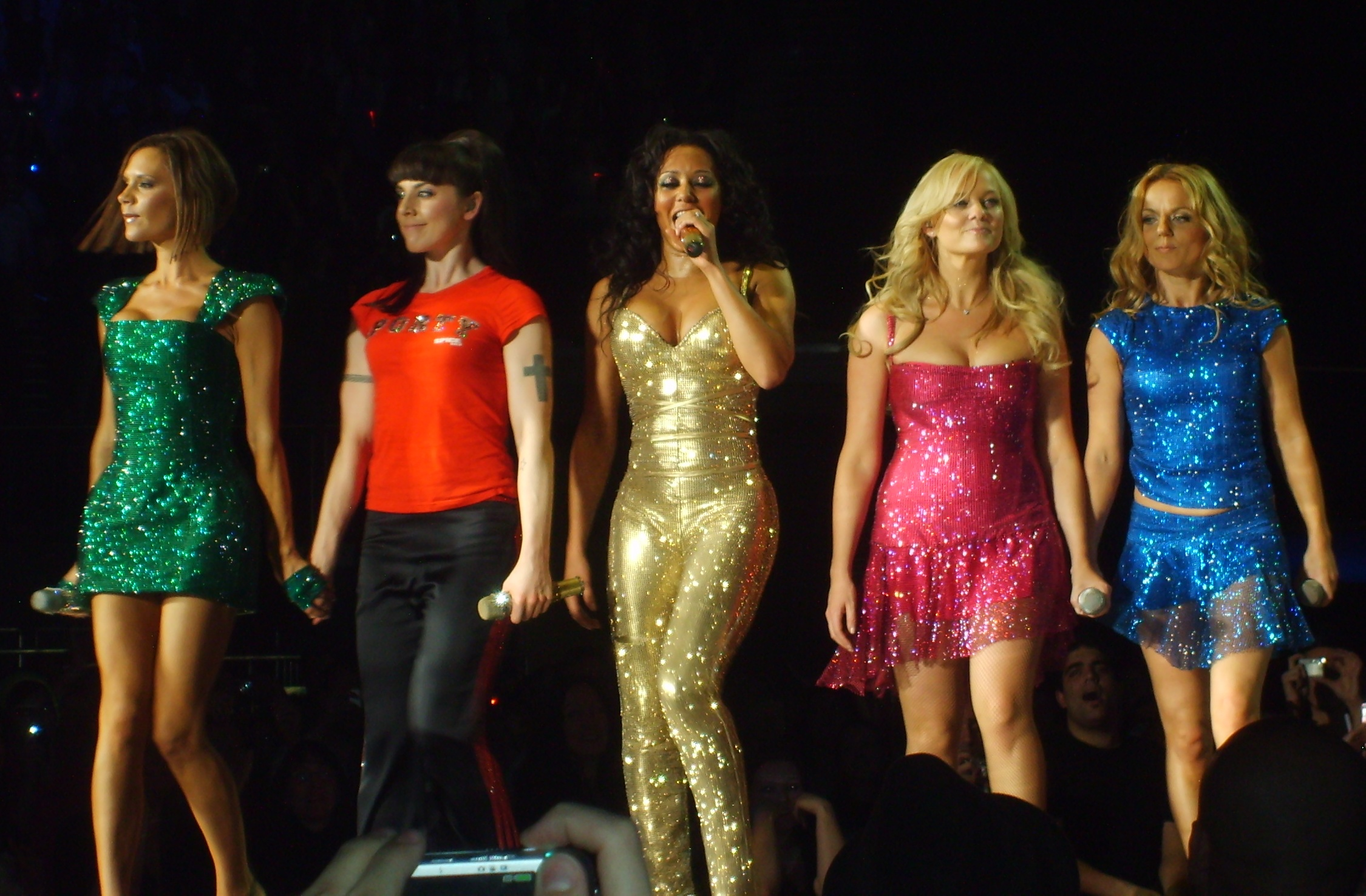
Spice Girls en el O, Victoria Beckham, Melanie C., Melanie B., Emma Bunton y Geri Halliwell, 2008.

Después de que su álbum Passion fuera un fracaso, se fue a Los Ángeles para trabajar en otros proyectos. Poco después, fue fotografiada por un paparazzi, con aspecto más grueso y desmejorada. La prensa informó de que Halliwell estaba embarazada, lo que se confirmó después. Se filtró que Sacha Gervasi era el padre del niño, pero Halliwell nunca lo ha confirmado. El 7 de marzo de 2006, la revista Hello! publicó una entrevista con Halliwell, "Es de mal gusto besar y decir, nunca privaría a un niño del derecho de conocer a su padre."
El 14 de mayo de 2006, Halliwell dio a luz a una niña, Bluebell Madonna, por cesárea en el Hospital Portland de Londres, con su hermana a su lado. Explicando el nombre de su hija, Geri dijo: "Lo que realmente remató es que mi madre me dijo que Bluebell (Campanilla azul) es muy raro: es una flor hermosa, lo que es parecido a mi hija." El segundo nombre de su hija salió por las heroínas de Halliwell, la Virgen María y la cantante pop Madonna. Durante su embarazo, Halliwell dijo que estudió la Cábala. El 23 de abril de 2007, todas las Spice Girls excepto Melanie Brown acudieron al bautizo de la hija de Halliwell, con Victoria Beckham, Emma Bunton y la entonces pareja de George Michael, Kenny Gross, como padrinos.
En la gira de reunión de las Spice Girls en 2007–08, Halliwell conoció al bailarín Ivan "Flipz" Vélez. Salieron durante seis meses antes de romper en noviembre de 2008. De acuerdo con The Sun, se comprometió con el multimillonario italiano Fabrizio Politi en enero de 2009 después de un mes juntos. Sin embargo, la pareja rompió en marzo de 2009. Salió con el aristócrata Henry Beckwith en 2009.
Halliwell actualmente reside en una casa en Streatley, al lado del río Támesis.
Geri se casó en Londres en mayo de 2015 con Christian Horner, expiloto y por entonces director de Red Bull Racing. El 21 de enero de 2017 dio a luz a su segundo hijo, Montague George Hector.
En noviembre de 2020, Halliwell estrenó una serie original de YouTube, Rainbow Woman, que escribió, dirigió y se desempeñó como productora ejecutiva. La serie presenta a Halliwell participando en varias escenas de diferentes aventuras.
Halliwell se convirtió al cristianismo después de haberse identificado anteriormente como agnóstica.

### Colaboraciones benéficas
En 1999, después de haber dejado las Spice Girls, Halliwell se convirtió en representante de las Naciones Unidas para la Población. Como embajadora de buena voluntad, Halliwell visitó Filipinas en un viaje de investigación. Visitó con el personal y clientes de las clínicas de planificación familiar, grupos de mujeres en barrios marginales, y colegios de estudiantes.
En 2000, Halliwell apareció en las dos partes del documental de BBC Geri's World Walkabout que seguía su trabajo y otros viajes. Halliwell conoció niños en Río de Janeiro y visitó a los niños prodigio del piano en Estados Unidos.
Halliwell tuvo más trabajo en las Naciones Unidas en 2006, visitando Zambia desde el 14-16 de noviembre, para promover una mayor conciencia internacional sobre la urgente necesidad de reducir la mortalidad materna y detener la propagación del VIH/SIDA. Ambos objetivos están contenidos en los Objetivos de Desarrollo del Milenio adoptados por los líderes del mundo en septiembre de 2000. Asistió a Four Reith Lecture en el 2007 y pudo ser oída preguntando sobre los derechos de la mujer en la grabación.
Halliwell también fue al Live Earth en Estadio Wembley en Reino Unido el 7 de julio de 2007 e introdujo a Duran Duran a la multitud.
En 2008, Halliwell también prometió su apoyo a Kentish Times, cuyo objetivo era recolectar juguetes de segunda mano como regalos de Navidad para los pacientes de los distritos en Child Wars en Bromley, Bexley, Woolwich y Dartford. Halliwell no sólo dio publicidad a la campaña, sino que también donó juguetes de la colección de su propia hija.
Halliwell también es patrona de Breast Cancer Care.

## Discografía

### Álbumes
Con Spice Girls
- 1996: Spice
- 1997: Spiceworld
- 2007: Greatest Hits

Solista
- 1999: Schizophonic
- 2001: Scream If You Wanna Go Faster
- 2005: Passion

### Sencillos
Con Spice Girls
- 1996: "Wannabe"
- 1996: "Say You'll Be There"
- 1996: "2 Become 1"
- 1997: "Mama" / "Who Do You Think You Are?"
- 1997: "Who do you think you are? comic relief versión"
- 1997: "Spice Up Your Life"
- 1998: "Too Much"
- 1998: "Stop"
- 1998: "(How does if feel to be)On top of the world"
- 1998: "Viva Forever"
- 2007: "Headlines (Friendship Never Ends)"

Solista
- 1999: "Look At Me"
- 1999: "Mi Chico Latino"
- 1999: "Lift Me Up"
- 2000: "Bag It Up"
- 2001: "It's Raining Men"
- 2001: "Scream If You Wanna Go Faster"
- 2001: "Calling"
- 2001: "Calling" (versión francesa)
- 2002: "Circles Round The Moon"
- 2004: "Ride It"
- 2005: "Desire"
- 2005: "Love Never Loved Me"
- 2005: "Let Me Love You More"
- 2013: "Half of Me"
- 2017: "Angels In Chains"

## Videografía
- 1991: Let's Make A Deal  (bailarina)
- 1999: Geri  (documental)
- 2000: Geri's World Walkabouts  (documental)
- 2002: Popstars: The Rivals  (jueza)
- 2003: All American Girl  (jueza)
- 2003: Sex and the City  (Phoebe)
- 2005: There's Something About Geri  (documental)
- 2010: Piers Morgan: Life Storys - Geri Halliwell  (documental)
- 2010: The X Factor  (jueza)
- 2013: Australia's Got Talent  (jueza)
- 2016: BBC One - The Great British Bake Off (participante)

## Filmografía y en televisión
| Año  | Título                              | Papel                | Notas                  |
| ---- | ----------------------------------- | -------------------- | ---------------------- |
| 1997 | Spiceworld                          | Ella misma           |                        |
| 2002 | Popstars The Rivals                 | Jueza                |                        |
| 2003 | Sexo en Nueva York Boy, Interrupted | Phoebe               |                        |
| 2004 | The Fat Slags                       | Paige Stonach        |                        |
| 2009 | Crank: High Voltage                 | Karen Chelios        |                        |
| 2009 | Ant & Dec's Christmas Show          | Geri Doll            | Película de televisión |
| 2010 | The X Factor                        | Jueza invitada       | Serie de televisión    |
| 2023 | Gran Turismo                        | Lesley Mardenborough | Película               |

## Premios y nominaciones
| Año  | Premio                          | Categoría                                                  | Por                | Resultado | Notas                          |
| ---- | ------------------------------- | ---------------------------------------------------------- | ------------------ | --------- | ------------------------------ |
| 1999 | Blockbuster Entertainment Award | Actriz Favorita - Comedia                                  | Spiceworld         | Nominada  | Compartido junto a Spice Girls |
| 1999 | Kids' Choice Awards             | Actriz Favorita de Película                                | Spiceworld         | Nominada  | Compartido junto a Spice Girls |
| 1999 | Golden Raspberry Awards         | Peor Actriz                                                | Spiceworld         | Ganó      | Compartido junto a Spice Girls |
| 1999 | Golden Raspberry Awards         | Peor Nueva Estrella                                        | Spiceworld         | Nominada  | Compartido junto a Spice Girls |
| 1999 | Golden Raspberry Awards         | Peor Canción Original                                      | Spiceworld         | Nominada  | Compartido junto a Spice Girls |
| 2000 | Brit Awards                     | Mejor Artista Solista Británica                            |                    | Nominada  |                                |
| 2000 | Brit Awards                     | Mejor Actuación Pop                                        |                    | Nominada  |                                |
| 2000 | Capital FM Awards               | Mejor Cantante Británica                                   |                    | Ganó      |                                |
| 2001 | Comet Awards                    | Mejor Cantante Femenina Internacional                      |                    | Ganó      |                                |
| 2002 | Brit Awards                     | Mejor Cantante Solista Británica                           |                    | Nominada  |                                |
| 2002 | Brit Awards                     | Mejor Sencillo Británico                                   | "It's Raining Men" | Nominada  |                                |
| 2002 | NRJ Music Awards                | Canción Internacional del Año                              | "It's Raining Men" | Ganó      |                                |
| 2002 | NRJ Music Awards                | Artista Femenina Internacional del Año                     |                    | Nominada  |                                |
| 2008 |                                 | Mejores Ventas de autor niños femeninos celebridad de 2008 |                    | Ganó      |                                |